# Abbaye Notre-Dame-de-la-Joie de Berneuil-sur-Aisne
Pour les articles homonymes, voir Notre-Dame-de-la-Joie.
Cette abbaye Notre-Dame-de-la-Joie, également nommée abbaye de la Joie Sainte-Claire ou abbaye Notre-Dame de la Saussaye, était une abbaye de cisterciennes située dans la commune de Berneuil-sur-Aisne, dans l'Oise. Fondée en 1234, elle change de communauté en 1451 en devenant un prieuré de cisterciens dépendant de l'abbaye Notre-Dame d'Ourscamp. Le prieuré est fermé à la Révolution, entièrement démoli au début du XIXe siècle et remplacé par un château.

## Historique

### Fondation
L'abbaye est fondée en 1234 par un groupe de jeunes filles désireuses de vivre une vie religieuse en communauté. L'évêque de Soissons Jacques de Bazoches, qu'elles sollicitent pour obtenir un « habitaculum », leur confie l'hôpital de Berneuil-sur-Aisne à la condition qu'elles construisent une léproserie à Rethondes. Sur les plans tant spirituel que matériel, l'hôpital qui préexistait est alors en état de délabrement avancé. L'implication des jeunes filles permet des progrès rapides et le pape Grégoire IX leur accorde sa protection au bout d'un mois,.

### Incorporation à l'ordre cistercien
Dès 1240, l'abbaye est confirmée par Louis IX et rattachée à l'ordre cistercien. Elle prend alors le nom de « Notre-Dame de la Saussaye ». Mais Blanche de Castille, ayant retrouvé son fils victorieux de la guerre de Saintonge devant les portes de l'abbaye, décide de la surnommer « Notre-Dame de la Joie » et convainc l'abbé de Barbeau de lui céder dix arpents de terre. Ces donations ainsi que de nouvelles sont confirmées par le même Louis IX en 1248,,.
Par ailleurs, le service d'une léproserie est jugé conforme à la pratique cistercienne par les abbés de Longpont et d'Igny.
L'abbaye est en outre lieu de pèlerinage, car il abrite les reliques d'une sainte nommée Claire, vierge et martyre, ainsi qu'une fontaine miraculeuse dont les eaux étaient réputées guérir les yeux malades. En 1342, Philippe VI de Valois fait un don important à l'abbaye. Au début de la guerre de Cent Ans, celui-ci est particulièrement prospère.
Parmi les abbesses connues, on cite les noms de Sara, Agnès et Marie de Ressons ainsi que Marie de Bacouël.

### Rattachement à l'abbaye d'Ourscamp
En 1430, les Anglais dévastent l'abbaye. En 1451, que ce soit à cause d'une disparition quasi-complète de la communauté à la suite de cet assaut, ou à cause d'un relâchement des mœurs, l'abbé de Cîteaux Jean Vion la transforme en simple prieuré d'Ourscamp, celle-ci n'abrite plus désormais de communauté féminine mais une communauté masculine plus réduite, sous la responsabilité de Clément de Lihons, premier prieur. Ce prieuré est à son tour dévasté lors des guerres de religion en 1567,,. Le prieuré n'est reconstruit qu'en 1628. La chapelle est à nouveau détruite en 1787, par le prieur Jean-Baptiste Vincent Balland, vingt-huitième et dernier prieur, qui en utilise les matériaux pour refaire le mur d'enceinte de la propriété,.

### Dissolution à la Révolution
La vie religieuse cesse totalement à la Révolution. Le prieuré est vendu comme bien national à Louis-Henri d’Anger pour 40 000 livres ; le 9 octobre 1791, celui-ci revend le domaine pour 45 000 livres à René Alexandre Denis ; enfin ce dernier s'en dessaisit en faveur d'Adrien Leroux le 23 juin 1817. Ce dernier fait raser les bâtiments ; un château, qui porte également le nom de Sainte-Claire, est construit sur l'emplacement de l'ancien monastère. Les reliques abritées par le monastère, ainsi que certains ornements et tableaux de la sacristie, sont récupérés par la commune pour l'église paroissiale,.